# Marienkirche (Gelnhausen)

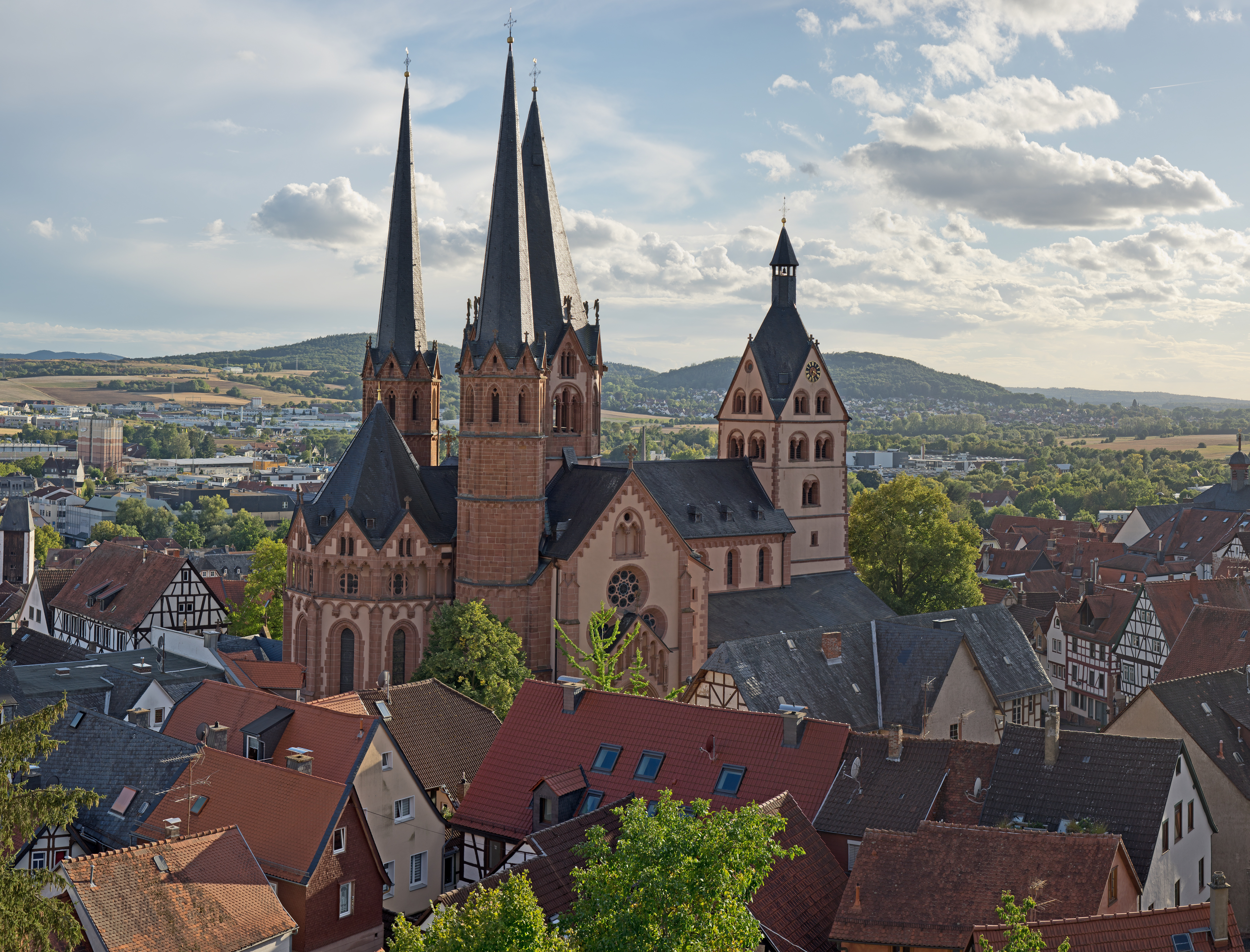
Marienkirche Gelnhausen

Grundriss nach Moller

Die Marienkirche im hessischen Gelnhausen wurde in einem romanisch-gotischen Übergangsstil errichtet. Sie ist die größte Kirche der Stadt und gleichzeitig ihr Wahrzeichen. Sie ist Gemeindekirche der Evangelischen Kirchengemeinde Gelnhausen, die zum Kirchenkreis Kinzigtal der Evangelischen Kirche von Kurhessen-Waldeck gehört.

## Einordnung
Das Gebäude ist in seinem bauzeitlichen Zustand weitgehend unverändert erhalten geblieben, was die Marienkirche zu einem Kulturdenkmal von besonderem Rang macht.
Stilistisch wird der Bau dem Rheinischen Übergangsbaustil zugeordnet, denn abgesehen vom älteren Westturm und wenigen späteren Ergänzungen vereinigt der Hauptbaukörper aus der ersten Hälfte des 13. Jahrhunderts sowohl spätromanische als auch frühgotische Bauformen. Der Anteil schmuckreicherer gotischer Stilelemente nimmt dabei von Westen nach Osten zu, wodurch beim Betreten der Kirche eine reizvolle Steigerung von der schlichten Eingangshalle im Westturm bis zum reich ausgestalteten Chorraum entsteht.

## Baugeschichte

### Historisches Umfeld

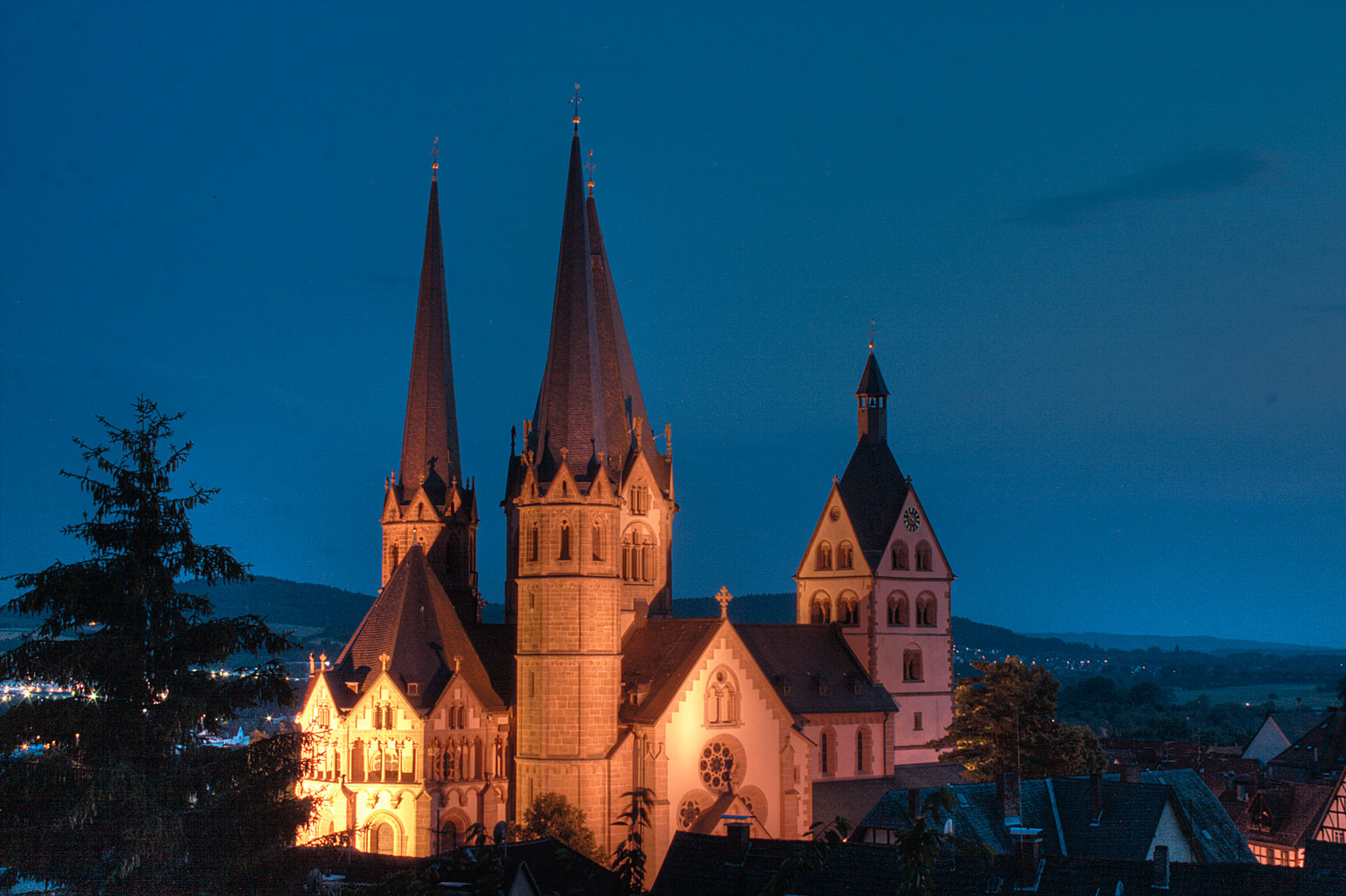
Marienkirche mit nächtlicher Beleuchtung

Gelnhausen wurde 1170 als Reichsstadt durch Friedrich I. Barbarossa gegründet. Unmittelbar danach begann der Bau der Kirche mit der Errichtung des Westturms, womit der Kirchbau in engem zeitlichen Zusammenhang mit zwei weiteren bedeutenden Gelnhäuser Gebäuden des Hochmittelalters steht: dem Romanischen Haus (Sitz des kaiserlichen Vogts) und der Kaiserpfalz.
Die älteste schriftliche Erwähnung der Kirche stammt von 1223 und findet sich in einer Urkunde von Papst Honorius III. In der zweiten erhaltenen Erwähnung von 1238 wird sie als ecclesia sancte Marie in Geylenhusen bezeichnet. Zu dieser Zeit war die Kirche bereits in wesentlichen Teilen fertiggestellt und seither waren die Pfarrrechte der zu den Prämonstratensern gehörenden Selbolder Chorherren gesichert. 1543 kaufte die Stadt Gelnhausen diese Rechte, nachdem infolge der Bauernkriege von 1525 das auf dem Gebiet der heutigen Stadt Langenselbold gelegene Kloster Selbold verwüstet und der Orden verarmt war. Die Vertragsunterzeichnung fand im damaligen Abtshaus gegenüber der Kirche statt (Braugasse 8), woran heute eine Inschriftentafel über dem Hauseingang erinnert. Um diese Zeit schloss sich Gelnhausen im Zuge der Reformation dem lutherischen Bekenntnis an. Durch den vergleichsweise sanften Übergang zur neuen Konfession, und weil die Stadt im Gegensatz zum größten Teil des Umlandes auch später nicht zum Calvinismus wechselte, sondern beim lutherischen Bekenntnis blieb, sind zahlreiche Altäre und andere Werke mittelalterlicher Kunst in der Marienkirche bis heute erhalten.

### Vorgängerbau
Es wird vermutet, dass auf dem Platz der heutigen Marienkirche bereits vorher eine kleinere Saalkirche existiert hat. Dies stützt sich auf einen Schlussstein und Grundmauerzüge, die bei Bauarbeiten im Langhaus und im Chorraum gefunden wurden. Gesicherte Belege, dass diese Mauerreste einmal ein tatsächlich fertiggestelltes und nutzbares Kirchengebäude getragen haben, fehlen allerdings. Weiterhin wird vermutet, dass es sich bei dem heutigen Westportal des Langhauses, dem Zugang aus der Westturmhalle, um Reste des Vorgängerbaues, zumindest aber um die ältesten Bauteile der Kirche, handelt.

### Errichtung der heutigen Kirche
Die Zahl der schriftlichen Belege aus dem Mittelalter zu der Kirche ist gering. Daraus lässt sich eine datierbare Abfolge einzelner Bauabschnitte nicht ableiten. Deren zeitliche Einordnung stützt sich daher größtenteils auf stilistische und bautechnische Merkmale. Die damit verbundene Unsicherheit hat in der Vergangenheit zu voneinander abweichenden Annahmen und divergierenden Theorien geführt. Die wissenschaftliche Begleitung der Großrenovierung 1989–99 brachte durch dendrochronologische Untersuchungen an den Dachwerken erstmals absolute Daten. Danach kann folgende Bauabfolge heute als weitgehend gesichert gelten:
- Der gesamte Bau wurde von West nach Ost fortschreitend errichtet. Im letzten Drittel des 12. Jahrhunderts (Fertigstellung um 1195)[4] wurde mit dem Westturm begonnen, noch in rein romanischem Stil.
- Anschließend entstanden im frühen 13. Jahrhundert das Langhaus und die Seitenschiffe, die zunächst genau die Länge des Hauptschiffs aufwiesen, so dass der Westturm zunächst an drei Seiten freistand. Die Seitenschiffe waren niedriger als heute, ihre Traufe erreichte in etwa die Höhe der heutigen Bogenfriese. Die beiden Pfeilerreihen der Langhauswände weisen erste Ansätze frühgotischen Stils auf.
- Nacheinander folgten nun Querschiff mit Vierung, die Nebenchöre als Basis der Flankentürme, der Vorchor und schließlich die Chorapsis jeweils zunehmend mit frühgotischen Stilelementen.
- Ein Eckstein der Sakristei, der ursprünglich zu einem Chorpfeiler gehörte, zeigt die Jahreszahl 1232, die den Abschluss der Außenarbeiten am Chor markiert, sowie den Namen des Bauherrn:

„AN(n)O D(omini) MCCXXXII Xll K(al)IVLII D(ominus) PAVL(us) THESAVRARIVS H(uius)·ECC(lesi)E
Im Jahre 1232, am 12. Juli, Herr Paulus Schatzmeister dieser Kirche“

Die Gestaltung der Ostteile der Kirche wird dem Baumeister Heinrich Vingerhuth zugeschrieben, dessen Name mit Bildnis am Giebel des Nordportals verewigt ist. Wie weit sein Einfluss auf die Baugestaltung tatsächlich ging, ist ungeklärt.
Etwa zwischen 1236 und 1240 war der Hauptbau unter Dach und die Kirche damit wohl auch nutzbar. Um 1250 erreichten die Osttürme ihre volle Höhe und erhielten ihre Turmhelme. Wenn auch vermutlich anfänglich nicht geplant, wurde während dieser Schlussphase oder unmittelbar danach der Lettner eingebaut. Damit war die Marienkirche bereits nach nur rund 80 Jahren Bauzeit fertiggestellt. Nachfolgende Bautätigkeiten veränderten ihr charakteristisches Erscheinungsbild nur noch wenig.

### Spätere Änderungen
Noch im 13. Jahrhundert wurden die Seitenschiffe nach Westen um die Breite des Westturms verlängert, so dass er an drei Seiten umschlossen war. Im 15. Jahrhundert wurden die Seitenschiffe erhöht und durch gotische Maßwerkfenster bereichert, die ursprünglich tieferliegende romanische Fensterreihe größtenteils zugemauert. Im Inneren folgte in den Seitenschiffen der Einbau einer Empore. Außen ist an der Nordwestecke die Jahreszahl 1446 für diese Umbauarbeiten festgehalten.
Gotische Anbauten erfolgten 1467 im Südosten mit der Sakristei sowie der Prozessionskapelle.

### Renovierungen

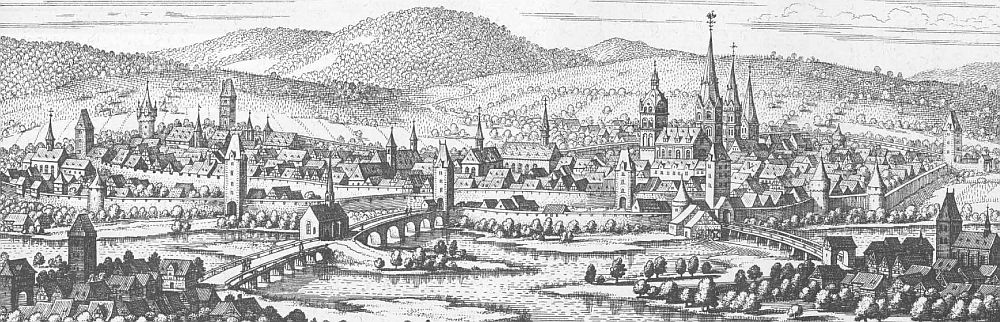
Stich von Matthäus Merian: Gelnhausen um 1655, Auszug aus der Topographia Hassiae

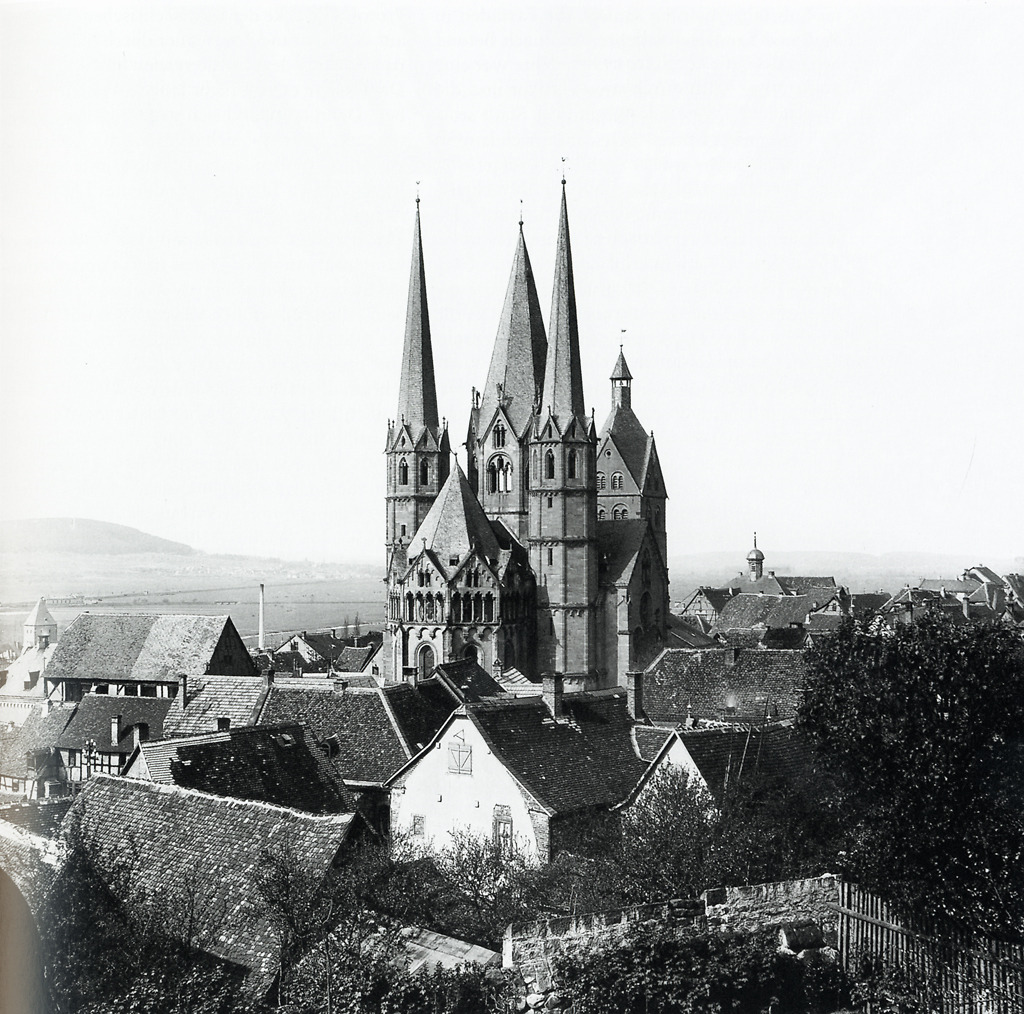
Die Marienkirche um 1900 (Fotografie: Albrecht Meydenbauer)

Im 17. Jahrhundert wurden die ursprünglich farblich gefassten und heute steinsichtigen Bildhauerarbeiten und Kapitelle mit Strohlehm glattgeputzt und zusammen mit allen Werksteinen und Wandflächen mit starker Tünche überstrichen. Außerdem wurden die Dächer der Seitenschiffe steiler gelegt, so dass sie die Obergadenfenster des Langhauses teilweise verdeckten. Letzteres sollte wohl die Bauunterhaltung erleichtern.
Von 1876 bis 1879 fand unter Mitwirkung des Architekten Heinrich von Schmidt eine umfangreiche Außen- und Innenrenovierung statt. Im Innern wurde der schadhafte Kalkputz weitgehend abgetragen. Dabei wurden unter der Tünche verborgene mittelalterliche Fresken zerstört, die ursprünglich in nicht mehr bekanntem Umfang die Wandflächen bedeckt hatten. Als man den Fehler entdeckte, wurde entschieden, die verbliebenen Gemälde zunächst erneut zu übertünchen. Im Übrigen versuchte man, die ursprüngliche mittelalterliche Raumwirkung deutlicher werden zu lassen und deshalb die Emporen in den Seitenschiffen wieder entfernt sowie die Steinmetzarbeiten steinsichtig freigelegt. Hinzu kam der Orgelneubau, dessen Prospekt noch heute erhalten ist. In der Decke der Westturmhalle wurde das „Glockenloch“ neu geschaffen, da die Orgel eine große Rundbogenöffnung in der Westwand zwischen Mittelschiff und erstem Turmobergeschoss verdeckt, die früher den Transport der Glocken hinauf in den Glockenstuhl ermöglichte.
Außen wurde neben Instandsetzungsarbeiten an der Fassade die Neigung der Seitenschiffdächer auf das ursprüngliche Maß reduziert. Auch der Dachstuhl des südlichen Flankenturms wurde erneuert. Damit verschwand ein bis dahin weithin bekanntes besonderes Merkmal der Marienkirche: Der „schiefe Turm“. Der steile Dachstuhl hatte der Belastung nicht dauerhaft standgehalten und war deutlich sichtbar windschief geworden. Möglicherweise war dies eine Folge mangelhafter Instandhaltung wegen der desolaten Finanzsituation in und nach dem Dreißigjährigen Krieg war.
1934 wurden bei Renovierungsarbeiten die verbliebenen Fresken im Chor unter der Tünche wiederentdeckt und freigelegt, die bei der Renovierung des 19. Jahrhunderts unzerstört geblieben waren. Bei einer restauratorischen Untersuchung stellte sich heraus, dass es sich um eine Fresco-Secco-Mischtechnik handelt und die erhaltenen stark verblassten Farben nicht die ursprünglichen Deckfarben darstellen, sondern dass es sich um deren Grundierungen handelt. 
1962/63 wurde die Kanzel aus dem 19. Jahrhundert entfernt und die erhaltene Renaissancekanzel von 1600 wieder eingebaut.
In den 1970er Jahren folgten weitere aufwendige Restaurierungen an Kunstschätzen, Bildteppichen, Altären und Epitaphien.
Während einer großen Außenrestaurierung von 1987 bis 1999 wurden der gesamte Außenputz, alle Dachstühle und der stark geschädigte Sandstein saniert. Alle Dächer wurden neu mit Schiefer in der handwerklich anspruchsvollen „altdeutschen Deckung mit scharfem Hieb“ neu gedeckt. Die Wasserspeier an den Türmen wurden stillgelegt und deren Dachrinnen stattdessen an innenliegende Fallrohre angeschlossen, um die Dächer und Wände vor aufschlagendem Wasser zu schützen. Im Jahr 2000 fand diese Jahrhundertrenovierung mit der Restaurierung der fünf Chorfenster und der Neuanlage des Kirchhofs ihren Abschluss.

## Ergänzende Bauten
An der Nordseite des Kirchhofs befand sich die Michaelskapelle, urkundlich 1289 erwähnt und für Seelenmessen bestimmt, sowie ein 1490 erbautes „Heiliges Grab“. Beide Bauten wurden 1825 im Zuge der Verbreiterung der Kirchgasse abgebrochen. Das Heilige Grab wurde auf dem Bad Homburger Friedhof wieder aufgebaut.
An der Südseite des Kirchhofs rechts am Abgang zum Untermarkt (Im Höfchen 5) steht das „Alte Küsterhaus“. Es wurde 1418 von Katharina von Münnerstadt für den Altaristen des von ihr gestifteten „Dreifaltigkeitsaltars“ (nicht mehr erhalten) gekauft. In nachreformatorischer Zeit bis 1973 war es Dienstwohnung des Küsters der Marienkirche und ist seitdem ungenutzt.
Gegenüber der Ostseite der Marienkirche steht ein weiteres Altaristenhaus (Braugasse 10), erbaut 1424, genannt „Steitz“. Am Ende des Mittelalters fungierte es zusammen mit dem angrenzenden Haus Braugasse 8 als Absteige für den Selbolder Prämonstratenserabt, wenn er sich in Gelnhausen aufhielt. Es wird daher in älteren Quellen auch gelegentlich als „alte Abtey“ bezeichnet. Der Steitz dient heute als Jugendhaus der Kirchengemeinde, das Haus Braugasse 8 ist ein privates Wohnhaus.

## Beschreibung

### Äußeres

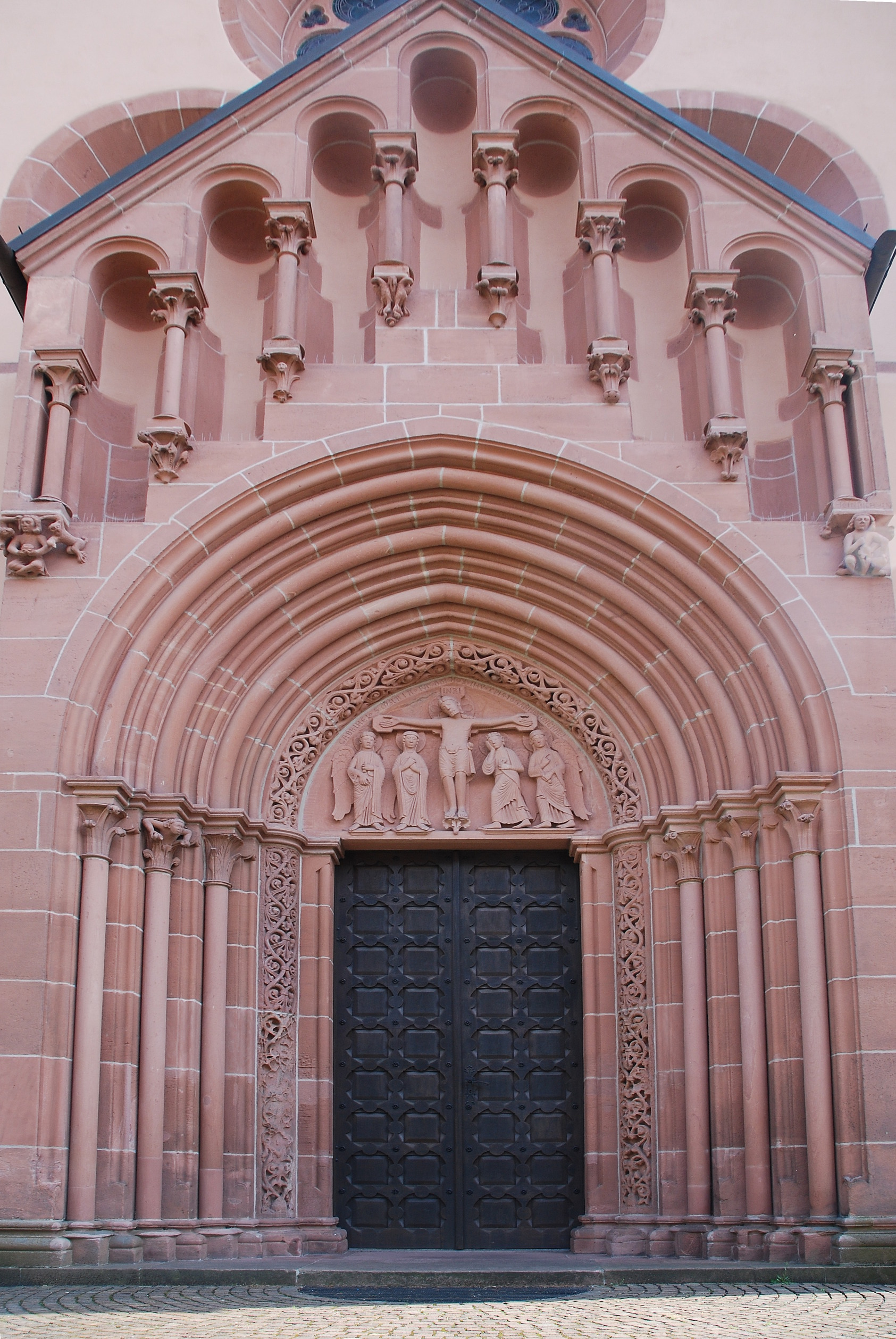
Das Nordportal des Querhauses

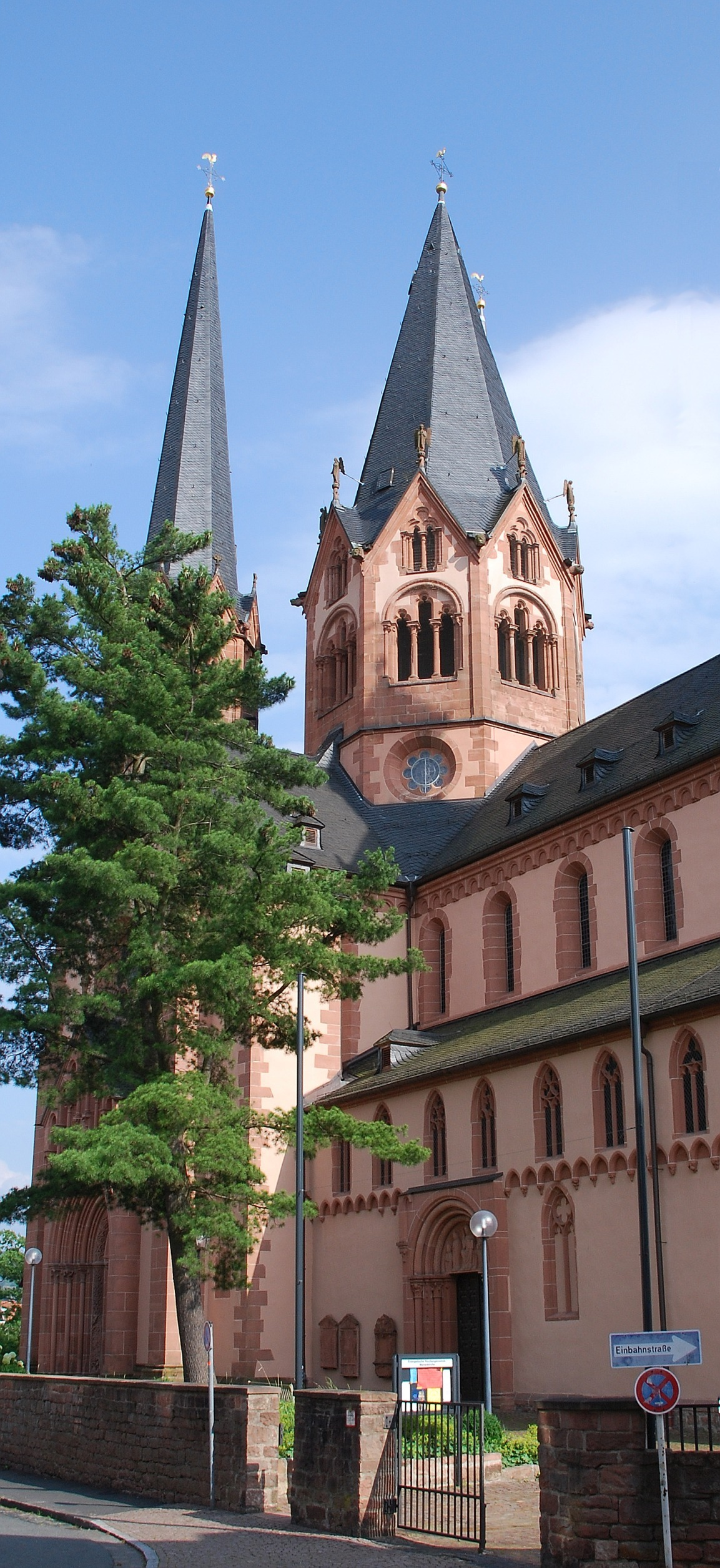
Blick von Nordwesten auf den Vierungsturm

Die verschiedenen Bauperioden der Marienkirche lassen sich außen an der blockartigen Wirkung der Formen im Westen und der zunehmenden Vielgliedrigkeiten im Osten erkennen. Der Westturm steht auf rechteckigem Grundriss und baut sich aus sechs Stockwerken auf. Die einzelnen Geschosse sind durch Gesimse getrennt und setzen sich nach oben in Giebeln und einem rheinischen Rhombendach fort. Den Abschluss des Westturms bildet eine kleine achtseitige Turmlaterne. In den oberen Geschossen des Turms befinden sich gekuppelte, romanische Fenster mit weit ausladenden Kämpfern. Oberhalb des Eingangsportals ziert eine Rundbogennische die Fassade, in der zwischen zwei Rosetten ein schreitendes Lamm mit Kreuz und Nimbus (Agnus Dei) darstellt ist.
Das dreischiffige Langhaus weist einfache romanische Formen auf. Die abwechslungsreicheren Maßwerkfenster der Seitenschiffe stammen aus der gotischen Periode, in der die Seitenschiffe erhöht wurden. Unter den Fenstern ziehen sich an der Außenseite Konsolen mit einem Spitzbogenfries hin. Am nördlichen Seitenschiff im Westende hat der Baumeister scherzhaft in einen zu eng geratenen Friesbogen eine Figur gestellt, die sich vergeblich bemüht, den Bogen weiter aufzudrücken („Gelnhäuser Männchen“). An der Außenwand des südlichen Seitenschiffs befand sich jahrelang ein Graffiti: „Brot für die Welt, die Wurst bleibt hier“.
Das älteste der drei Seitenschiffportale befand sich in der Westwand des Südseitenschiffs, ist zugemauert, aber von außen noch zu erkennen. Das südliche Portal ist rundbogig umrahmt und trägt einen filigranen Kleeblattbogen. Das nördliche Portal ist detailreicher. Es verfügt über zwei Abtreppungen mit eingestellten Säulen, die sich weiter oben als Archivolten fortsetzen. Das von einem blattwerkgeschmückten Rundstab umzogene Tympanon zeigt eine Deësis. Diese besteht aus dem thronenden Christus zwischen Maria und dem Evangelisten Johannes und wird von den Halbfiguren zweier weiterer Heiliger flankiert. Die starre Haltung der Figuren sowie die „kalligraphische Faltenführung“ der Gewänder finden ihr Vorbild an der Kathedrale von Chartres. Vermutlich handelt es sich bei dem Portal ursprünglich um ein Querhausportal, das im Zuge einer Planänderung hierher versetzt wurde. Dabei wurden frühgotische Kapitelle und der blattwerkgeschmückte Rundstab in die Archivolte eingebaut.
Das Querhaus tritt kaum hervor und ist an beiden Stirnseiten mit je einem prunkvollen Portalvorbau ausgestattet. Die Formensprache ist hier reicher und entspricht dem des Ostteils. Über dem Vorbau befinden sich drei große rheinische Rosettenfenster, deren Maßwerk aus Steinplatten geschnitten ist. Die Fläche wird von Strebepfeilern bis fast zu den Giebeln begrenzt, deren Feld von einem Bogenfries gerahmt und mit einem Kleeblattdoppelfenster ausgefüllt ist. Beide Portale am Querhaus unterscheiden sich fast nur durch die Bildfelder. Im südlichen Tympanon ist Maria mit Kind dargestellt, die zwischen sie verehrenden Frauen thront. Inschriftlich benannt sind die Frauen: Maria Magdalena, Katarina, Margareta und Marta.
Im Schnittpunkt von Quer- und Langhaus erhebt sich über einer Kuppel der achtseitige, mit einem Zeltdach gekrönte Vierungsturm. Dreigeteilte Fenster mit überhöhtem Mittelbogen betonen auf jeder Seite die beherrschende Stellung des Turms. Die acht Engelfiguren auf den Giebeln über den kleinen, gekuppelten Fenstern sind Ergänzungen aus der Großrenovierung 1876/79.
Der Chor wird von zwei Nebenchören gerahmt, über denen die beiden Flankentürme stehen. Diese sind schlank, achtseitig und mit Rundbogenfriesen sowie Lisenen verziert. Der Chor selbst ist architektonisch reich gegliedert und springt mit polygonalem 5/8-Schluss nach Osten vor. Eckpfeiler stützen die Mauer gegen den Gewölbeschub ab. Die Fenster des Chors sind lang und spitzbogig und werden oberhalb von einem kräftig betonten Rundbogenfries abgeschlossen, der auf Blockkonsolen ruht. Darüber stützen zierliche Säulen die Kleebogen einer Zwerggalerie ab, hinter der sich Rosenfenster in Vierpassform befinden. Der Chor wird durch ein achtseitiges Zeltdach abgeschlossen, das wie ein fünfter Turm wirkt.

### Inneres

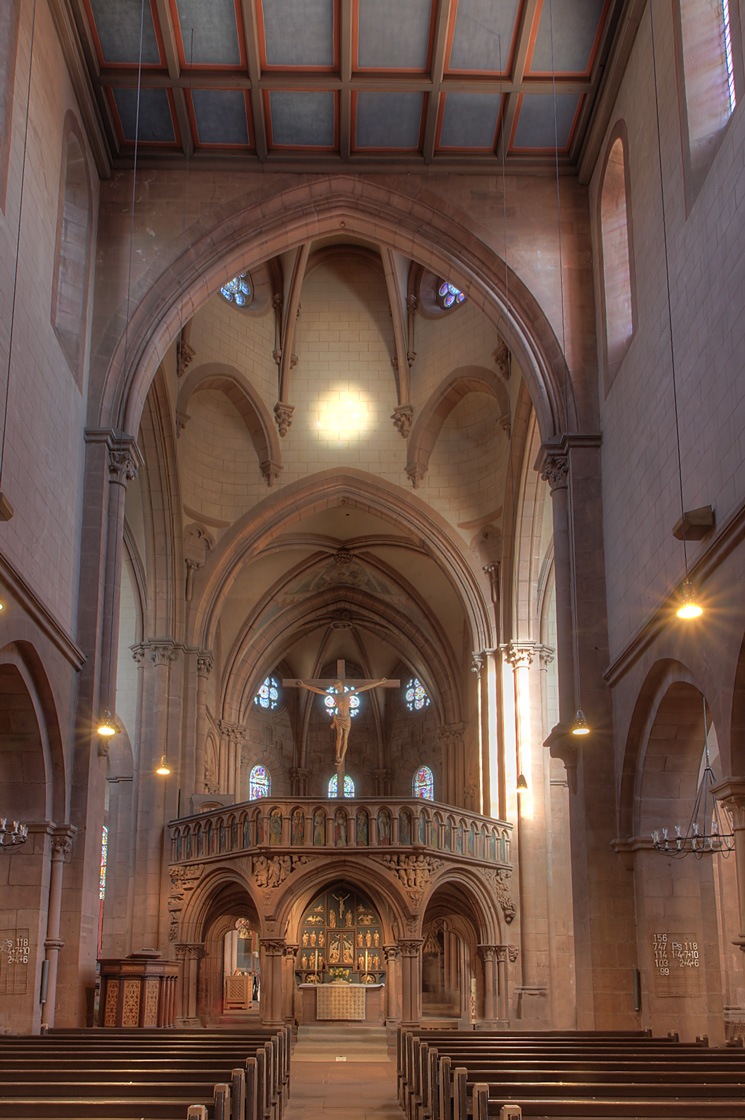
Mittelschiff mit Blick auf Lettner und Chor

#### Westturmhalle
Das schlichte rundbogige Eingangsportal im Westturm bildet heute den Hauptzugang zur Kirche. Dahinter liegt die Turmhalle mit je einem Rundbogendurchgang nach Norden und Süden zu den Seitenschiffen. Der südliche ist heute vermauert. Die Decke wird durch ein romanisches Tonnengewölbe gebildet, in dessen Mitte sich eine runde Öffnung befindet, die dem Transport der Glocken in den Glockenstuhl dient. An der Ostseite der Halle befindet sich das älteste Portal des Gebäudes, möglicherweise ältester sichtbarer Bauteil der Kirche überhaupt. Stufenweise vorgestellt sind Säulen mit Kapitellen, die sich um ein freies Bogenfeld schließen. Dieses Portal öffnet sich zum Langhaus.

#### Langhaus
Das Mittelschiff misst nur 16,40 m in der Länge und Höhe sowie 9 m in der Breite. Es öffnet sich zu den Seitenschiffen in vier spitzen Bögen, die von kräftigen Pfeilern gestützt werden. Die bis zur letzten Innenrenovierung kahlen Wandflächen sind heute gequadert. Die hochsitzenden, rundbogigen Fenster des Obergadens sowie die flachen Decken lassen den romanischen Stil der Prämonstratenser erkennen. Die flachgedeckten Seitenschiffe sind 4,10 m breit und waren ursprünglich 7,50 m hoch. Am Westende des nördlichen Seitenschiffs findet sich heute ein Raum des Gedenkens mit Kerzenleuchter (gestaltet von Achim Gogler nach dem biblischen Motiv des „brennenden Dornbuschs“). An der westlichen Außenwand des südlichen Seitenschiffs ist ein mannshohes Giebelkreuz aus Sandstein angebracht, das im Rahmen der Großrenovierung 1989–99 vom nördlichen Querhausgiebel abgenommen und dort durch eine Nachbildung ersetzt wurde. Davor steht ein alter Taufstein vom Ende des 19. Jahrhunderts, der heute nicht mehr genutzt wird.

#### Querhaus mit Vierung
Die Ostteile sind im Gegensatz zum Langhaus durch ein Kreuzrippengewölbe überwölbt. Die Pfeiler sind im Querhaus reich profiliert, und spitze Gurtbögen betonen die Vierung mit ihrer hohen Kuppel. Die Vierung beherrscht den gesamten Kirchenraum und besitzt im Verhältnis zum vergleichsweise kurzen Langhaus einen zentralen Charakter. Die Vierungskuppel erhebt sich getragen von vier mächtigen Pfeilern in einem achtseitigen Rippengewölbe. Die Pfeiler werden von unterschiedlich ornamentierten Konsolen geschmückt, die Kuppel von vier kleinen Achtpassfenstern erhellt. Im geschmückten Schlussstein sind die Namen der acht Winde zu lesen.
In der Vierung steht der neue Taufstein von 1962. Er wurde vom Bildhauer Helmuth Uhrig aus Maulbronner Sandstein gefertigt. Die drei Reliefbilder stellen Kreuzigung, Grab und Auferstehung dar.

#### Chorraum
Die Dekorationen an Kapitellen und Konsolen im Chor stellen stilisierte Laubwerkmotive – oft in Verbindung mit figürlichem Schmuck – dar, Symbole christlicher Glaubenshoffnung und Lebensauffassung. Der Chorschmuck unterscheidet sich von der strengen Formgebung des Langhauses durch aufgelockerte Wandgestaltung und Reichtum an Dekoration. Die geschmückten Kapitelle und die Wandgliederung stammen vermutlich von Vingerhut. Unterhalb der Fenster durchläuft den Chor eine Blendarkade aus Bögen mit Kleeblattabschluss, darüber – dort wo die Wand keine Fenster aufweist – eine zweite, abweichend gegliederte. An der Nordwand und im Kreuzrippengewölbe des Chors sind noch einzelne mittelalterliche Fresken erhalten.
Das Chorgestühl stammt aus dem 14. Jahrhundert und hat je drei oder vier aufklappbare Banksitze, die an der Unterseite mit einer Miserikordie versehen sind. Auf der Südseite befinden sich Schnitzereien an den Wangen, die Hund, Löwe, Drachen und den Heiligen Georg darstellen. Der Viersitzer mit einem vorgebauten Schrank diente als Sängerstuhl. Im südlichen Querschiff steht ein Gestühl, das die Jahreszahl 1493 sowie das Adlerwappen einer Schultheißenfamilie trägt.

#### Lettner

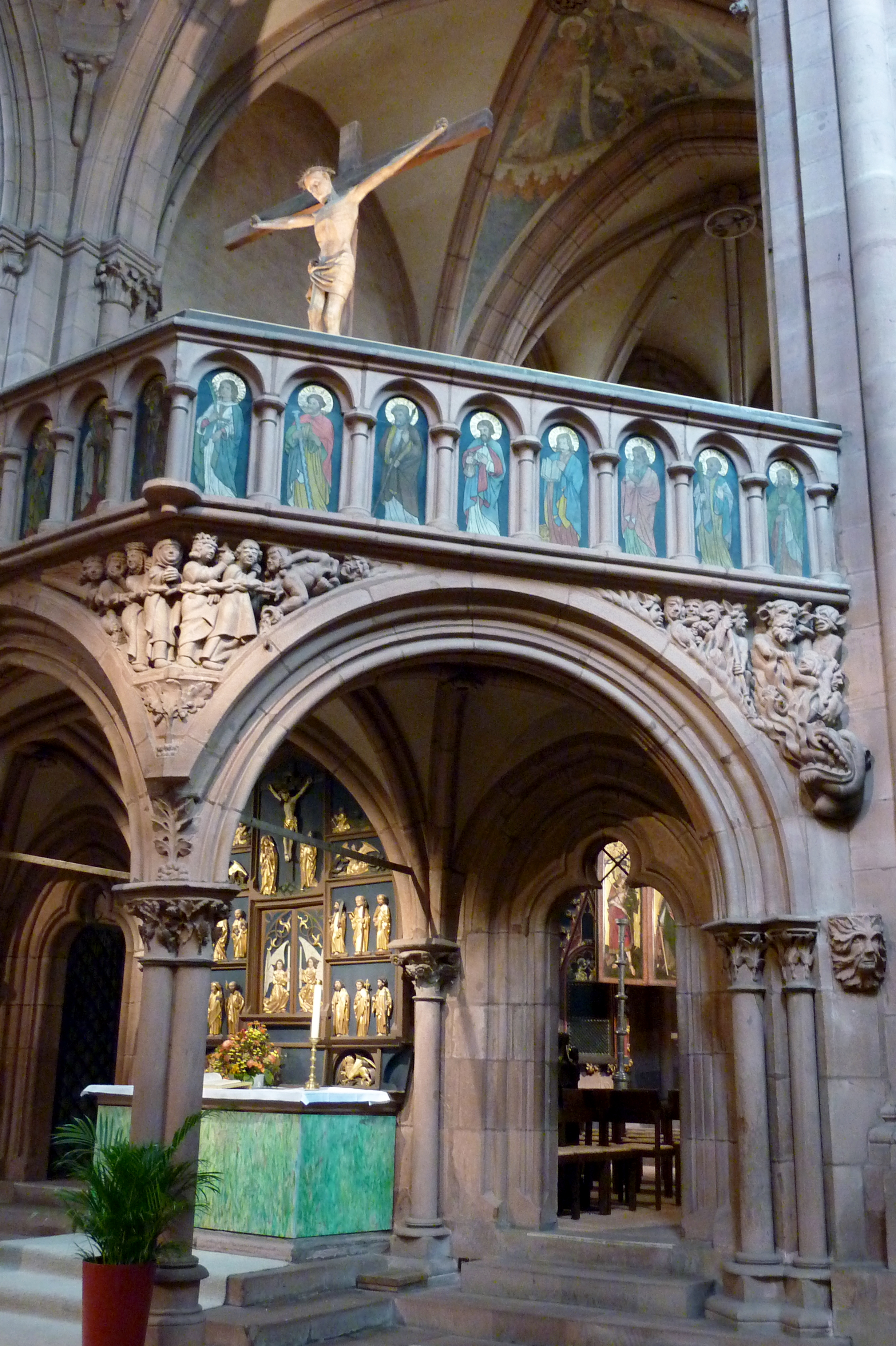
Lettner mit dem Zug der Verdammten, darunter Apostelaltar und darüber Kruzifix

Der Lettner stellt heute eine Besonderheit der Marienkirche dar. Er trennt Mittelschiff und Chor räumlich, aber nicht akustisch voneinander. Im Mittelalter hatten nur die Chorherren Zutritt zum Chorraum. Zwei seitliche Kleeblattbogentüren führen unter dem Lettner vom Hauptschiff in den Chor. Der Lettner ist über eine Treppe besteigbar. Er schließt oben mit einer Brüstung ab, an der spätgotische Figuren in einer Galerie gemalt sind. In den Bogenzwickeln sind in vier ursprünglich farbig gestalteten Reliefs Szenen des Jüngsten Gerichts dargestellt. Auf der rechten Seite werden mit einer Kette gefesselte Menschen offensichtlich höheren Standes von einem Teufel zum Höllenschlund rechts außen gezogen („Zug der Verdammten“). Auf der linken Seite ziehen einfach gekleidete Menschen betend zum Himmelreich, wo die Toten auferstehen („Zug der Seligen“).
Unter dem Lettner befindet sich der Hauptaltar für die regulären Gottesdienste. Im Mittelalter war dies der Laienaltar als Ergänzung zum Hochaltar, der den Chorherren vorbehalten war. Das Kruzifix auf der Lettnerempore war 1877 an die Nordwand versetzt worden und kehrte 1934 wieder an seinen ursprünglichen Standort zurück. Der Meister dieses Werkes aus der Spätgotik ist unbekannt.

## Orgeln

### Hauptorgel

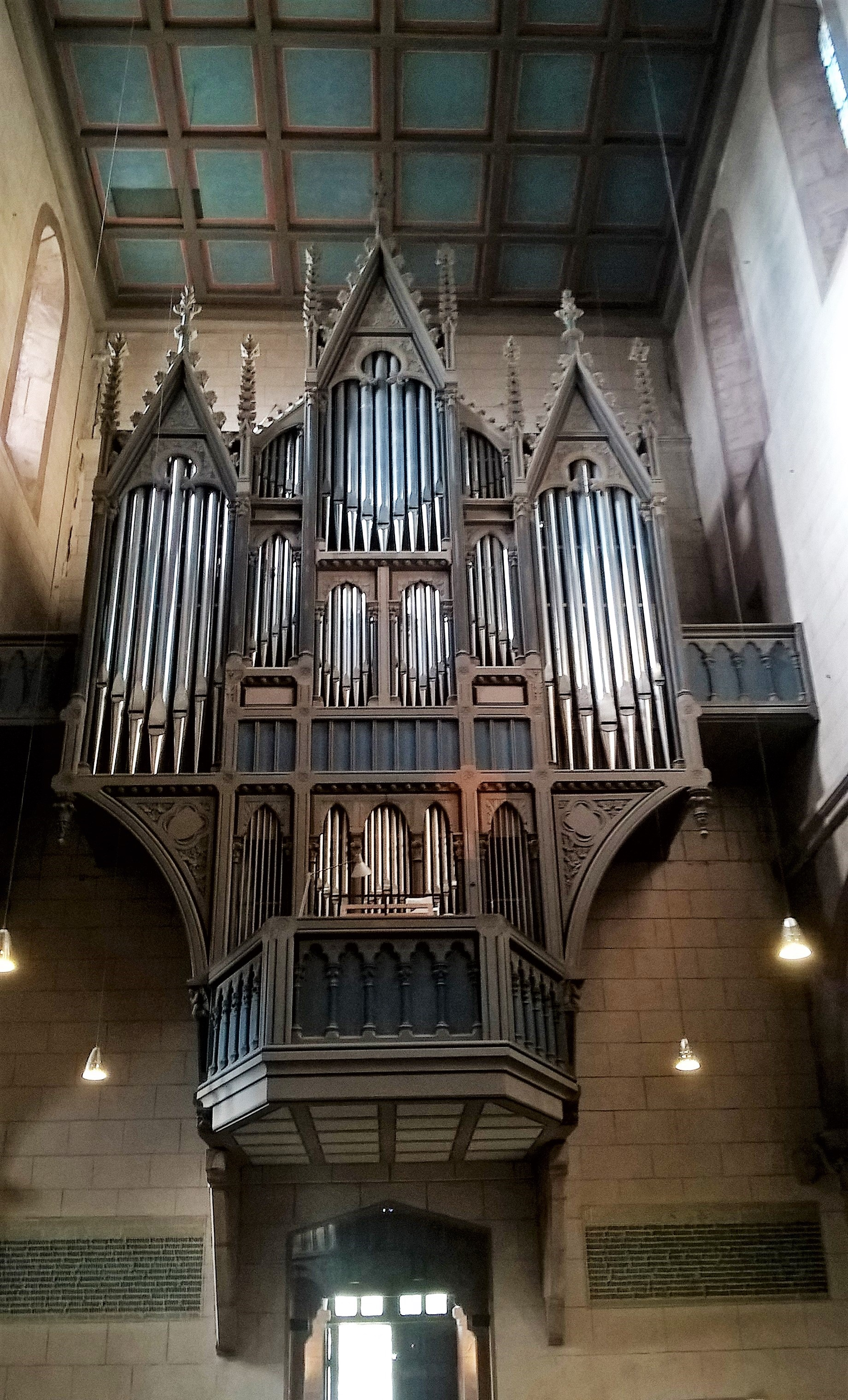
Hauptorgel im Zustand bis 2016

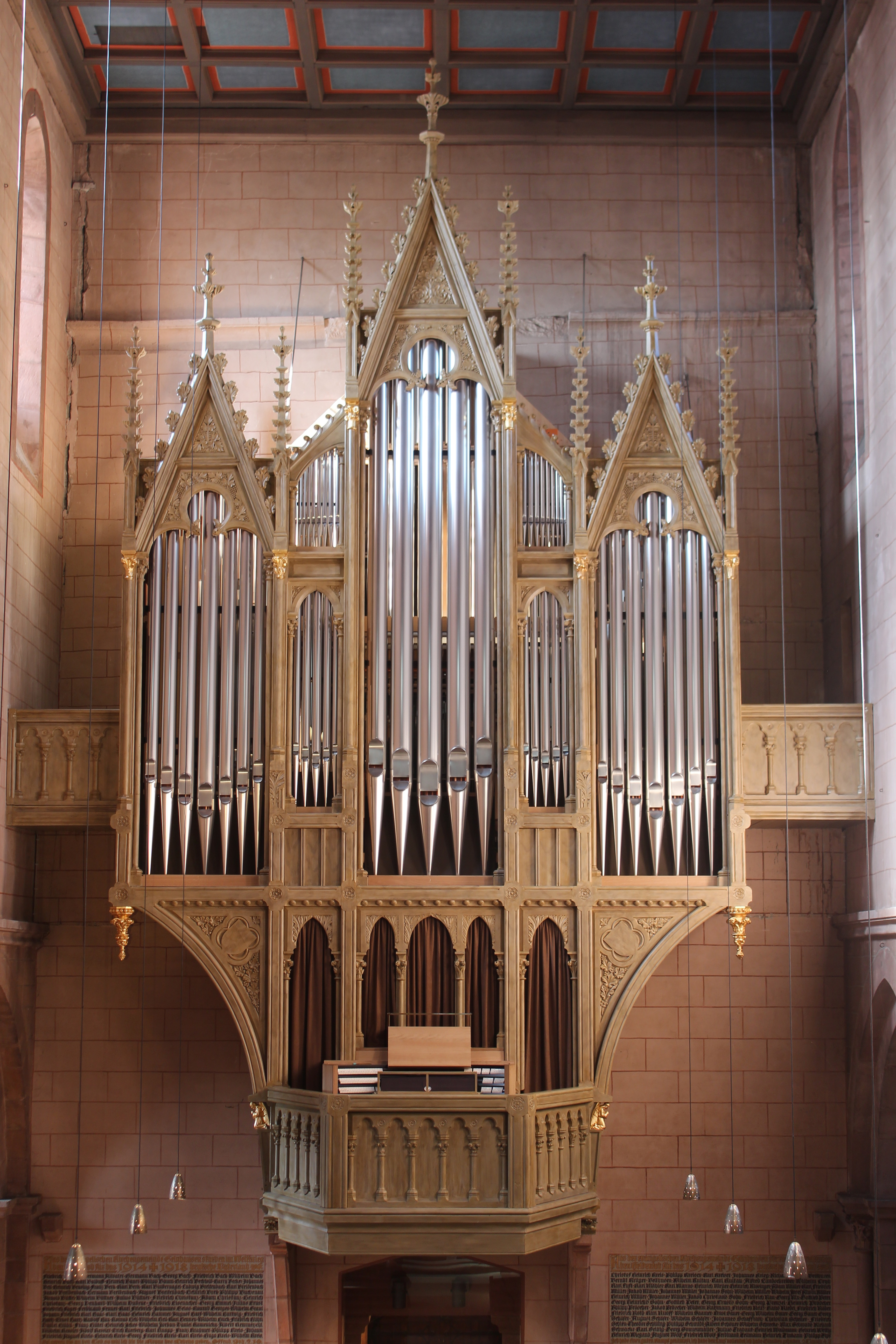
Hauptorgel seit 2018

Die erste bekannte Orgel in der Marienkirche wurde vermutlich bereits in der Renaissance über dem Eingang an der Westwand des Mittelschiffs montiert und erfuhr vor allem im Barock Ergänzungen und Veränderungen. Diese Orgel wurde in den Jahren 1877–79 als Abschluss einer Großrenovierung der Kirche an derselben Stelle durch einen vollständigen Neubau des Orgelbauers Wilhelm August Ratzmann mit einem Prospekt im Stil der Neugotik ersetzt. Das Instrument in Form einer Schwalbennestorgel war mit 33 Registern seiner Zeit entsprechend romantisch disponiert. 1966/67 wurde in das bestehende Gehäuse von Bernhard Schmidt ein neobarockes Orgelwerk mit 37 Registern eingebaut, wobei der ursprüngliche Ratzmann-Prospekt vor allem im Mittelbereich leicht verändert wurde.
Im Mai 2017 wurde die Schmidt-Orgel ausgebaut und durch einen Neubau von Claudius Winterhalter Orgelbau ersetzt. Das Ratzmann-Gehäuse von 1878/79 wurde erhalten, restauriert, mit neuer Farbfassung versehen und im Mittelteil dem historistischen Originalzustand wieder angenähert. Die neue Hauptorgel wurde am 20. Mai 2018 eingeweiht und ist mit der in einem vorausgehenden Bauabschnitt errichteten Chororgel sowie deren mobilem Generalspieltisch zu einer Gesamtanlage verbunden.
Die Hauptorgel verfügt über 28 Register zuzüglich zahlreicher Vorabzüge, Transmissionen und Extensionen auf zwei Manualen und Pedal mit mechanischer Spieltraktur für Haupt- und Schwellwerk, elektrischer Spieltraktur für das Pedal und elektrischer Registertraktur. Um sie auch vom mobilen Generalspieltisch an der Chororgel anspielen zu können, sind Haupt- und Schwellwerk zusätzlich mit elektropneumatischen Tonventilen ausgestattet. Der Spieltisch an der Hauptorgel sowie der mobile Spieltisch in der Vierung sind beide als Generalspieltische angelegt und verfügen jeweils über drei Manuale.
| I Hauptwerk C–a3 |                            |        |
| 01.              | Principal                  | 16′    |
| 02.              | Principal                  | 08′    |
| 03.              | Hohlflöte                  | 08′    |
| 04.              | Gamba                      | 08'    |
| 05.              | Gedackt                    | 08′    |
| 06.              | Salicional                 | 08′    |
| 07.              | Octave                     | 04′    |
| 08.              | Rohrflöte                  | 04'    |
|                  | Quinte (Vorabz. von Nr. 9) | 2 ⁄3′  |
|                  | Octave (Vorabz. von Nr. 9) | 02'    |
|                  | Terz (Vorabz. von Nr. 9)   | 1 3⁄5′ |
| 09.              | Cornett III–V              | 2 ⁄3′  |
| 10.              | Mixtur V                   | 02′    |
| 11.              | Trompete                   | 08′    |

| II Schwellwerk C–a3 |                                  |        |
| 12.                 | Quintaton                        | 16′    |
| 13.                 | Geigenprincipal                  | 08′    |
| 14.                 | Doppelgedeckt                    | 08′    |
| 15.                 | Viola                            | 08′    |
| 16.                 | Vox coelestis                    | 08′    |
| 17.                 | Fugara                           | 04′    |
| 18.                 | Traversflöte                     | 04′    |
| 19.                 | Quintflöte                       | 2 ⁄3′  |
| 20.                 | Flautino                         | 02′    |
| 21.                 | Terzflöte                        | 1 3⁄5′ |
|                     | Cornet harmonique V (Gruppenzug) | 08′    |
| 22.                 | Mixtur IV–V                      | 1 ⁄3′  |
| 23.                 | Trompette harmonique             | 08′    |
| 24.                 | Oboe                             | 08′    |
| 25.                 | Clairon harmonique               | 04′    |
|                     | Tremulant                        |        |

| Pedal C–f1 |                                 |     |
|            | Bourdon (Ext. von Nr. 27)       | 32′ |
|            | Principal (= Nr. 1)             | 16′ |
| 26.        | Contrabass                      | 16′ |
| 27.        | Subbass                         | 16′ |
|            | Octavbass (= Nr. 2)             | 08′ |
|            | Violoncello (= Nr. 26)          | 08′ |
|            | Bassflöte (Ext. von Nr. 1)      | 08′ |
|            | Bassoctave (= Nr. 7)            | 04′ |
|            | Contraposaune (Ext. von Nr. 28) | 32′ |
| 28.        | Posaune                         | 16′ |
|            | Trompete (Ext. von Nr. 28)      | 08′ |

- Effektregister: Chimes
- Koppeln:
  - Normalkoppeln: I/II, II/I, I/P, II/P
  - Suboktavkoppel: II/I, II/II
  - Superoktavkoppel: II/P
- Spielhilfen: Setzeranlage mit elf Gruppen à 10.000 Speicherplätzen (gemeinsam mit Chororgel), Walze

### Chororgel

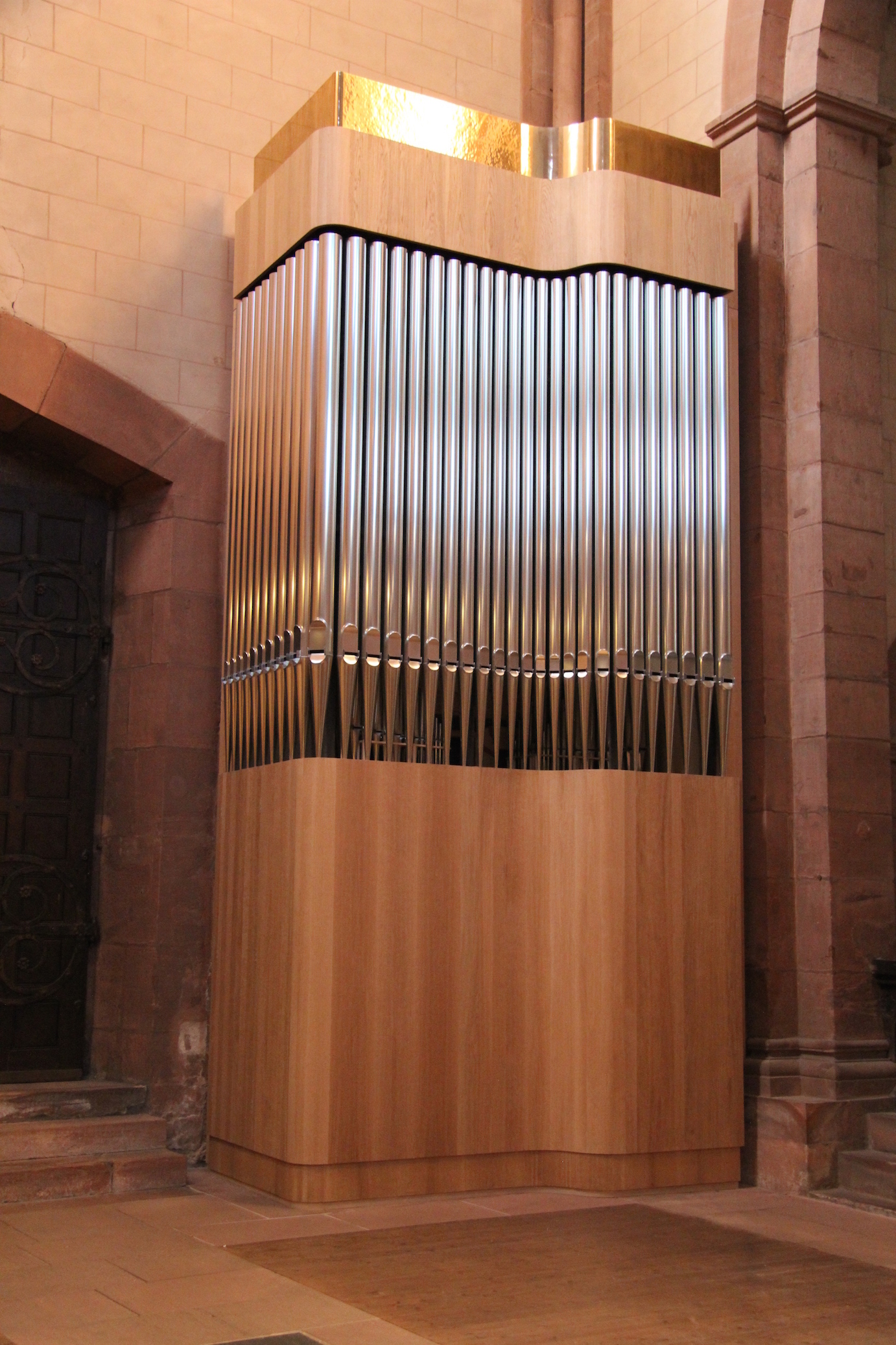
Winterhalter-Chororgel von 2015

Im Nordquerschiff steht eine 2015 von Claudius Winterhalter Orgelbau neu gebaute Chororgel. Sie ist mit ihren 10 Registern zuzüglich vier Transmissionen und Extensionen nach französischer Tradition disponiert. Spiel- und Registertraktur sind elektrisch ausgeführt, die Tonventile wirken elektropneumatisch, die Schleifenzugantriebe elektromagnetisch. Der von der Orgel getrennt stehende dreimanualige Spieltisch ist mobil und kann im Vierungsbereich je nach Gottesdienst- oder Konzertsituation frei positioniert werden. Er ist als Generalspieltisch für die Gesamtanlage aus Chororgel und Hauptorgel konzipiert.
| Grand Orgue C-a3 |                  |     |
| 1.               | Bourdon          | 16′ |
| 2.               | Montre           | 08′ |
| 3.               | Flûte harmonique | 08′ |
| 4.               | Prestant         | 04′ |

| Récit Expressiv C-a3 |                  |    |
| 05.                  | Cor de Nuit      | 8′ |
| 06.                  | Viole de Gambe   | 8′ |
| 07.                  | Voix Céleste     | 8′ |
| 08.                  | Flûte octaviante | 4′ |
| 09.                  | Octavin          | 2′ |
| 10.                  | Trompette        | 8′ |

| Pédale C-f1 |                                |     |
|             | Soubasse (Transm. von Nr. 1)   | 16′ |
|             | Basse (Transm. von Nr. 3)      | 08′ |
|             | Bombarde (Ext. von Nr. 10)     | 16′ |
|             | Trompette (Transm. von Nr. 10) | 08′ |

- Koppeln:
  - Normalkoppeln: GO/I, GO/II, GO/III, RE/I, RE/II, RE/III, GO/P, RE/P
  - Suboktavkoppeln: RE/I, RE/II, RE/III
  - Superoktavkoppeln: GO/I, RE/I, RE/II, RE/III, GO/P, RE/P
- Spielhilfen: Setzeranlage mit 11 Gruppen à 10.000 Speicherplätzen (gemeinsam mit Hauptorgel), Walze

## Glocken

### Heutige Läuteanlage
Der Westturm der Marienkirche trägt nicht nur die Turmuhr, sondern auch das Geläut aus vier großen und einer kleinen Glocke, das in seinen Teilen im Wesentlichen aus drei Epochen stammt: dem Mittelalter, dem ersten Drittel des 20. Jahrhunderts und dem 21. Jahrhundert. Die Glockenanlage wird von einem mächtigen Eichenglockenstuhl getragen, der sich mit 11 m Höhe über das dritte, vierte und fünfte Turmobergeschoss erstreckt und den gesamten inneren Turmquerschnitt ausfüllt. Das heute aktive Geläut setzt sich zusammen aus:
| Nr. | Name             | Gussjahr | Gießer             | Masse (kg) | Durchmesser (cm) | Nominalton |
| --- | ---------------- | -------- | ------------------ | ---------- | ---------------- | ---------- |
| 1   | Vaterlandsglocke | 1930     | Schilling (Apolda) | 3790       | 178              | b0         |
| 2   | Lutherglocke     | 2011     | Perner (Passau)    | 2000       | 152              | des1       |
| 3   | Friedensglocke   | 2011     | Perner (Passau)    | 1380       | 137              | es1        |
| 4   | Frauenglocke     | um 1250  | Berthold           | 1450       | 133              | ges1       |
| 5   | Vaterunserglocke | 1331     |                    | 320        | 71               | f2         |

Eine sechste, mit 50 cm Durchmesser kleinste Glocke hängt als einzige von außen sichtbar in der Turmlaterne. Sie ist die älteste Glocke der Kirche und wurde vom selben Glockengießer Berthold wie die Frauenglocke gegossen. Sie fungierte früher als Uhrglocke, zeitweise wohl auch als Feuerglocke. Mit der Erneuerung der Uhrenanlage von 1876 wurde sie außer Dienst genommen, verblieb aber an ihrem Ort. Die Frauenglocke gilt als historisch wertvolles und klanglich besonders gelungenes Stück, so dass sich die musikalische Disposition aller neueren Glocken nach ihr richten musste.
Die ebenfalls mittelalterliche Vaterunserglocke mit ihrem Nominalton f2 lässt sich harmonisch nicht gut in das Plenum einfügen und wird daher nur solo geläutet.

### Läuteordnung (Auszug)
Täglich wird morgens um 8:00 Uhr (Glocke 5), mittags um 11:00 Uhr (Glocke 3) und abends um 20:00 Uhr (Glocke 2) geläutet. Vor Beginn jedes Hauptgottesdienstes und an Neujahr 0:00 Uhr ist das Plenum aus den Glocken 1 bis 4 zu hören. Glocke 1 erklingt solo während aller Tauf- und Segenshandlungen (Konfirmation, Trauung) und Glocke 5 während des Vaterunsers im Gottesdienst.

### Glockengeschichte

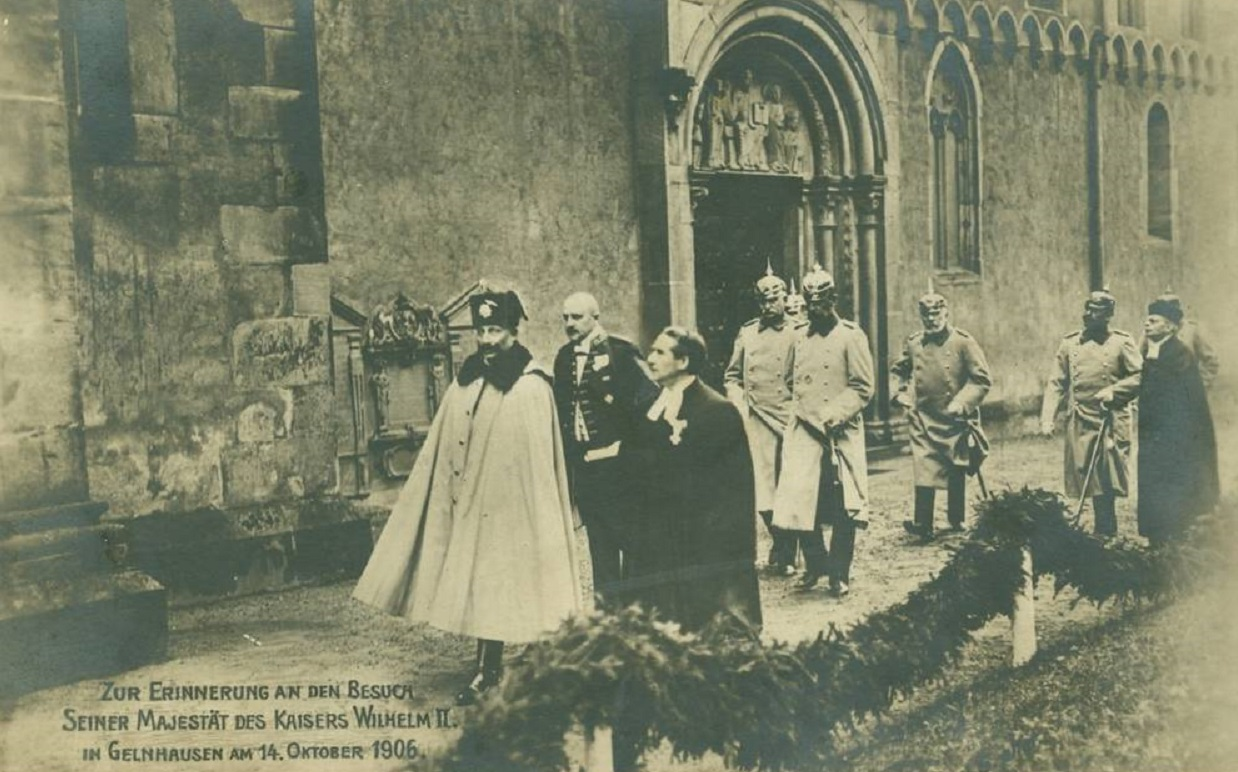
Kaiser Wilhelm II. beim Besuch der Kirche 1906

Neben den drei heute noch vorhandenen Glocken aus dem Mittelalter gab es in den darauf folgenden drei Jahrhunderten mehrere Ergänzungen, die jedoch nicht sonderlich gut gelangen und die Zeiten nicht überdauerten. Das Geläut blieb in Anbetracht des besonderen Gebäudes insgesamt relativ schwach und fand in einem kleinen Glockenstuhl im sechsten Turmobergeschoss Platz. Im Rahmen einer Großrenovierung der Kirche 1876–79 wurde der Glockenstuhl wohl auch im Hinblick auf künftige Erweiterungen durch einen wesentlich vergrößerten und tragfähigeren Neubau ersetzt und sein Auflager im Turmgemäuer zur statisch höheren Belastbarkeit drei Geschossebenen tiefer gelegt.
Eine angemessene klangliche Neugestaltung des Geläuts erfolgte jedoch erst 1909, als Kaiser Wilhelm II. nach einem Besuch der Kirche am 14. Oktober 1906 mit einer Spende von 5500 RM den Guss einer „Kaiserglocke“ ermöglichte. Gelnhäuser Bürger stifteten die Mittel für zwei weitere große Glocken, die „Luther-“ und die „Friedensglocke“. Diese drei von Schilling in Apolda gegossenen neuen Glocken mit Gewichten zwischen 3,6 t und 1,2 t wurden 1909 mit einem großen Festgottesdienst eingeweiht. Kurz danach kam durch ein Legat als vierte noch die „Hedwig-Kalkhof-Glocke“ hinzu. Alle vier neuen Glocken wurden jedoch im Ersten Weltkrieg 1916/17 konfisziert und für „kriegswichtige Zwecke“ eingeschmolzen.
1924 kamen erneut ausreichend Spenden der Bürger zusammen, und die verlorene Luther- sowie die Friedensglocke konnten durch neue Eisenhartguss-Glocken gleichen Namens ersetzt werden. 1930 stifteten zwei ausgewanderte Gelnhäuser Bürger mit der Vaterlandsglocke (in Bronze) zusätzlich eine Nachfolgerin für die große Kaiserglocke. Unter Verzicht auf die Hedwig-Kalkhof-Glocke, die im Glockenensemble ohnehin nur die mittelalterliche Frauenglocke ersetzen sollte, war das Geläut damit stimmlich wieder komplett.
Im Zweiten Weltkrieg kam es zwar erneut zur Beschlagnahme von Bronzeglocken. Das Ablassen der sehr schweren Vaterlandsglocke unterblieb jedoch, und an den Eisenhartgussglocken hatte die Kriegswirtschaft kein Interesse. Die mittelalterlichen Glocken wurden zwar abtransportiert, blieben aber vom Schmelzofen verschont und konnten nach Kriegsende unversehrt aus dem Glockenlager in Hamburg zurückgeholt werden, so dass der Zweite Weltkrieg den Glockenbesatz letztendlich nicht änderte.
2011 erreichten die beiden Eisenhartgussglocken von 1924 ihr materialtypisches Ende und mussten außer Betrieb genommen werden. Als Ersatz wurden Luther- und Friedensglocke nun wieder in Bronze neu gegossen. Hinzu kam außerdem die Restaurierung der Vaterunserglocke, deren Krone 2010 durch einen Klöppelabriss der darüber hängenden Frauenglocke abgebrochen war, sowie die Tieferstimmung der Vaterlandsglocke um einen halben Halbton, um sie besser ins Gesamtklangbild einzupassen.

## Weitere Ausstattung

### Altäre
In der Marienkirche befinden sich vier Altäre mit aufwendig gestalteten mittelalterlichen Retabeln. Ein fünftes Retabel ist ohne zugehörigen Altartisch im Südseitenschiff ausgestellt.

#### Hochaltar

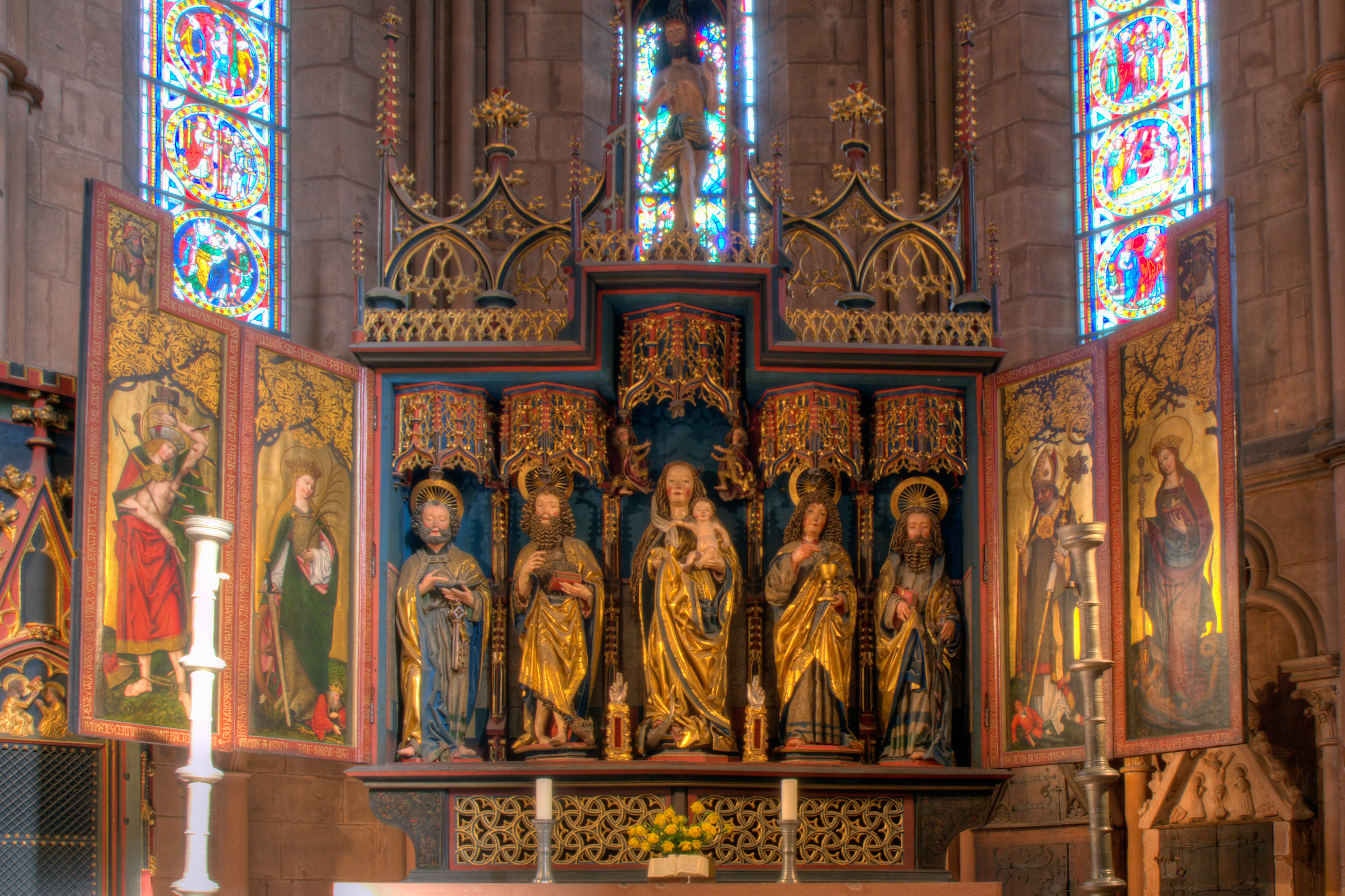
Hochaltar

Das Retabel auf dem Hochaltar im Chorraum ist mit „1500 Nikolaus Schit“ signiert. Die fünf Schnitzfiguren im Schrein stellen von links nach rechts Petrus, Johannes den Täufer, Maria mit dem Jesuskind, Johannes den Evangelisten und Paulus dar, über dem Schrein steht der auferstandene Jesus. Vor dem Hochaltar befinden sich rechts und links zwei hohe Zinnsäulen, die ursprünglich Vorhänge trugen, mit denen der Hochaltar in der Passionszeit verhängt wurde.

#### Apostelaltar
Der Apostelaltar unter dem Lettner ist heute der Hauptaltar der Kirche. Da im Mittelalter der Chorraum mit dem Hochaltar den Chorherren vorbehalten war, wurde dieser allen zugängliche Altar auch als „Laienaltar“ bezeichnet. Sein Retabel ist in mehrere Felder eingeteilt, die mit vergoldeten Figuren besetzt sind. Dargestellt sind in der Mitte ein kniender Engel und eine Kreuzigungsgruppe mit Maria und Johannes. Links und rechts sind in zwei Reihen die zwölf Apostel zu sehen. Die Ecken sind mit den vier Evangelistensymbolen Adler, Mensch, Stier und Löwe versehen.

#### Annenaltar
Der dreiteilige Annenaltar im südlichen Nebenchor zeigt in der Mitte unter Ziergiebeln eine Annaselbdrittgruppe mit zwei zusätzlichen Heiligen. Die bemalten Flügel stellen die Geburt Christi und die Anbetung der Könige dar. Außen ist eine Verkündigungsszene dargestellt. Am Altarsockel auf der Predella sieht man einen schwebenden Engel mit dem Schweißtuch der Veronika.

#### Nikolausaltar
In der nördlichen Nebenapsis befindet sich der Nikolausaltar. Die drei Tafeln sind mit vergoldetem und bemaltem Schnitzwerk gefüllt. In der Mitte ist der gekreuzigte Jesus unter Zweig- und Blattwerkbaldachin zu sehen, an dessen Füßen Maria Magdalena kniet. Ihr gegenüber sprießt der Baum des Lebens. Auf den Flügeln sind zwei Bischofsfiguren in Flachrelief unter Laubschnitzereien dargestellt. Auf dem linken Flügel ist St. Martin zu sehen, rechts St. Nikolaus von Myra.

#### Marienaltar
Im westlichen Ende des Südseitenschiffs steht auf einem einen Altar andeutenden Sockel ein weiteres dreiteiliges Retabel mit zentraler Marienfigur. Der zugehörige Altar fehlt, das Retabel wurde 2016 nach zwischenzeitlicher Aufstellung in der angebauten Prozessionskapelle hierher zurückversetzt. Wegen der stilistischen Ähnlichkeit zum Nikolausaltar in der nördlichen Nebenapsis wird vermutet, dass das Marienretabel ursprünglich spiegelbildlich dazu auf dem Altar der südlichen Nebenapsis gestanden hat, bis es dort durch das Annen-Retabel ersetzt wurde. Das Marienretabel wechselte später seinen Standort mehrfach in Kirchenraum und Prozessionskapelle.

### Glasmalerei

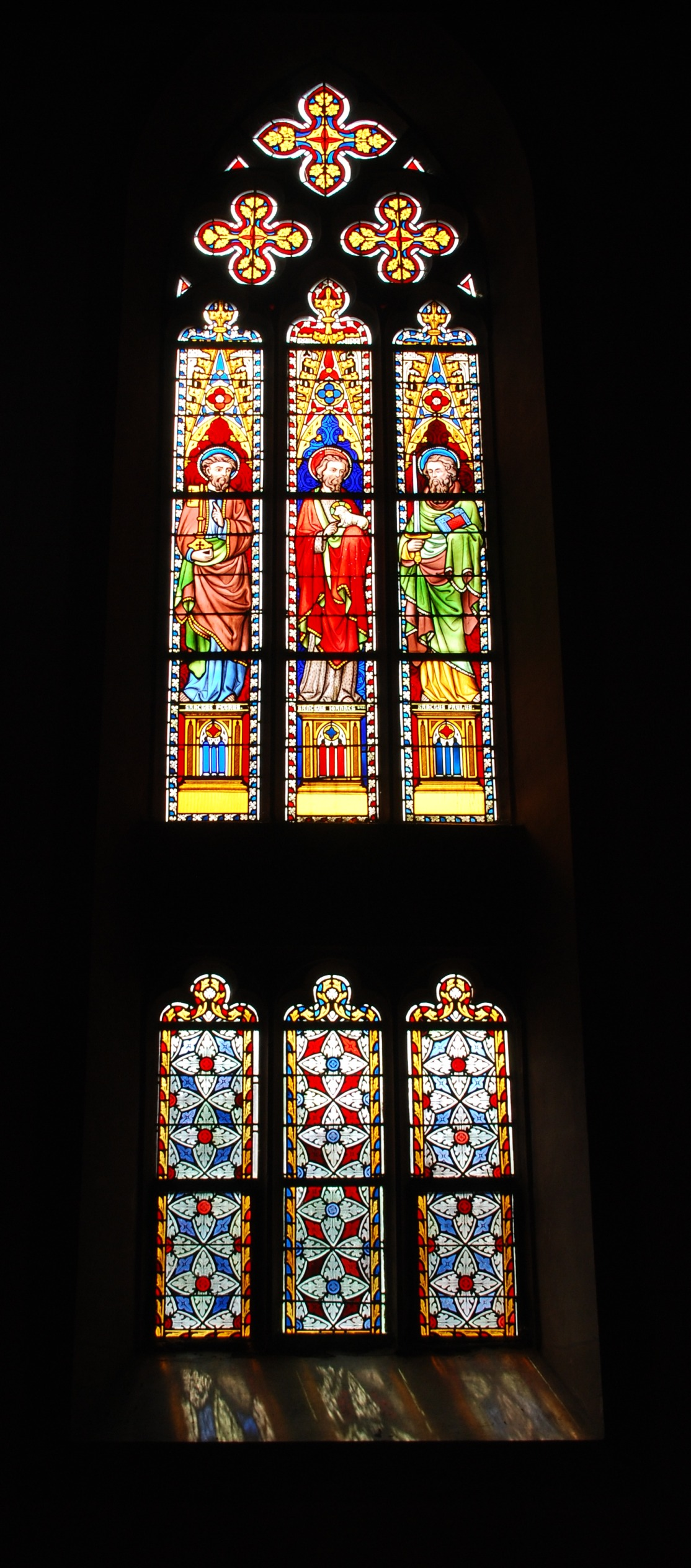
Glasfenster des 19. Jahrhunderts im westlichen Südseitenschiff

Die Marienkirche in Gelnhausen weist neben einfach bleiverglasten 22 Buntglasfenster und Rosetten aus. Von besonderer Bedeutung sind die fünf Spitzbogenfenster des Chorraums, die sich aus umrahmten Medaillons zusammensetzen. Die ersten drei Fenster von links stammen zum großen Teil aus dem 13. Jahrhundert und damit noch aus der Erbauungsphase. Die beiden rechten Fenster gehören dem 19. Jahrhundert an und wurden während der damaligen Restaurierung in mittelalterlichem Stil neu geschaffen.

### Teppiche
Zur Ausstattung der Marienkirche gehören zwei spätmittelalterliche Bildteppiche, die seit 1973 in einer Vitrine in der ehemaligen Sakristei hinter dem Chorraum ausgestellt sind. Ihre Herkunft, ihr ursprünglicher Aufbewahrungsort und Verwendungszweck sind unbekannt. Es wird vermutet, dass sie zur angestammten Ausstattung der Kirche gehören und als Antependien verwendet wurden.
Seit etwa 1870 ist die Existenz der Teppiche dokumentiert, als der frühe Denkmalpfleger Ludwig Bickell sie in schlechtem Zustand vorfand und ihren kunsthistorischen Wert erkannte. Nach einer ersten restauratorischen Aufarbeitung mit malerischer Ergänzung verlorener Bildteile wurden sie zunächst gerahmt am Westende des Südseitschiffs präsentiert. Zwischen 1966 und 1973 erfolgte umfassend eine neue Überarbeitung. Dabei wurden Rahmen und Ergänzungen des 19. Jahrhunderts wieder entfernt.
Der ältere Passionsteppich aus dem Anfang des 15. Jahrhunderts stellt in zehn Bildern die Leidensgeschichte Jesu mit dem letzten Abendmahl dar. Der Teppich ist nicht mehr vollständig. Am unteren Rand fehlen Bildteile, und die Beschneidung der Darstellungen auf der linken Seite lässt eine ursprünglich größere Breite mit weiteren Darstellungen vermuten.
Der etwas jüngere Marienteppich vom Ende des 15. Jahrhunderts zeigt die Weihnachtsgeschichte: Im ersten Bild links sitzt Maria im Paradiesgarten, der ein von einem Engel gejagtes Einhorn in den Schoß springt. Damit wird die „Verkündigung des Herrn“ symbolisiert. Das mittlere Bild zeigt die Geburtsszene im Stall von Bethlehem. Rechts ist die Anbetung Christi durch die „Heiligen Drei Könige“ dargestellt.

## Wissenswertes
Eigentümerin des Kirchengebäudes mit dem benachbarten Alten Küsterhaus und Steitz (s. o.) ist die Evangelische Kirchengemeinde Gelnhausen, die zur Evangelischen Kirche von Kurhessen-Waldeck gehört.
Die Marienkirche steht als Kulturdenkmal aufgrund des Hessischen Denkmalschutzgesetzes unter Denkmalschutz.
Im Hinblick auf den geplanten Bau der Kaiser-Wilhelm-Gedächtniskirche (zu Ehren von Kaiser Wilhelm I.) befasste sich Kaiser Wilhelm II. intensiv mit der Architektur der Marienkirche. In der Folge war insbesondere der Chor der Gedächtniskirche dem der Marienkirche sichtbar nachempfunden, „und besser noch an der im 1:10 Format der Gedächtniskirche im Jahr 1903 nachgebildeten Kirche in Benzingerode im Harz“.